# Луксор (мухафаза)
Луксо́р (араб. الأقصر‎) — мухафаза в Арабской Республике Египет. Административный центр — город Луксор. Расположена на юге страны, в долине Нила, в 185 км к северу от Асуана и в 50 км к югу от Кены. На севере граничит с мухафазой Кена, южнее находится мухафаза Асуан. Площадь — 2 960 км².

## История
Образовалась в 2009 году путём отделения от мухафазы Кена нескольких районов.

## Экономика
Экономика полностью основана на туризме.

## Достопримечательности
Среди основных достопримечательностей — храмы Луксора, Карнака, Долина Царей, Долина Цариц и др.